# Переломный момент (фильм, 2015)
«Переломный момент» (англ. The Gamechangers) — британская документальная драма производства BBC. Фильм рассказывает историю полемики, вызванной серией видеоигр Grand Theft Auto (сокр. «GTA»), произведённых компанией Rockstar Games, и попыток прекратить выпуск игр. Фильм сосредотачивается на юридической вражде между президентом Rockstar Games Сэмом Хаузером (Дэниел Рэдклифф) и адвокатом Джеком Томпсоном (Билл Пэкстон) по поводу психологических последствий от насильственных видеоигр.

## Сюжет
27 октября 2002 г. расположенная в Нью-Йорке британская компания Rockstar Games выпускает видеоигру Grand Theft Auto: Vice City, которая сразу же бьёт рекорды продаж (в течение 24 ч. реализован 1 млн единиц) и получает всеобщее признание за достоверность, масштаб и геймплей. Вдохновлённые успехом игры, главы «Rockstar», братья Сэм и Дэн Хаузеры, немедленно начинают планировать следующую игру из серии GTA, ещё более крупную и сложную, на этот раз основанную на гангстерской войне Южного централа Лос-Анджелеса. В июне следующего года 17-летний Девин Мур, заядлый геймер, застрелил нескольких сотрудников полиции в участке Файетта (штат Алабама) и угнал полицейский автомобиль. Его дело бросается в глаза консервативному адвокату Джеку Томпсону, который, допросив Мура в тюрьме и сыграв в игру, предположил, что игры с элементами насилия, эффектно преподносящие преступную деятельность, могут быть основной причиной преступления. Он собирает экспертный анализ последствий влияния насильственных изображений на мозг человека и применения жестоких видеоигр в армии и подаёт иск о возмещении ущерба от имени семей убитых против «Rockstar» и её издателя Take-Two Interactive. Это приводит к гневу поклонников игры и даже к телефонным звонкам с угрозами.
Томпсона снимают с дела из-за нарушения судебного протокола: появление на телевидении, сравнивание игры с нападением на Пёрл-Харбор и отправка агрессивных писем ответчикам. В итоге дело проиграно. Томпсон возмущён, и, что ещё хуже, «Rockstar» решает начать судебный процесс о лишении его адвокатской лицензии из-за его поведения. Хотя «Rockstar» оправдана, Сэм выражает своё разочарование из-за постоянных обвинений, выдвигаемых против его игры, чувствуя, что стал козлом отпущения за недостатки воспитания современных детей их родителями, которые должны оградить их от участия в преступной деятельности. Это вскоре всплывает в его трудовой жизни, где его новые игры (Bully и Manhunt 2) уже на 6 месяцев отстают от графика, и он начинает перегружать своего продюсера и друга Джейми Кинга, а также становится раздражительным в общении с сотрудниками.

Скриншот из скандальной сцены.

26 октября 2004 г., почти через 2 года после Vice City, выходит новая игра – Grand Theft Auto: San Andreas. Она встречена почти с таким же успехом, основным плюсом является возможность изменять внешность главного героя. Однако, в июне следующего года моддер из Нидерландов, Патрик Уилденборг, обнаруживает мини-игру в коде оригинальной игры, в которой показываются недоработанные сцены секса между главным героем и его подругой. Изначально Сэм хотел включить эти сцены в игру, но в итоге был вынужден отказаться, чтобы сохранить рейтинг «M» (от 17 лет) от ESRB, но оставил код для сцены на диске из-за того, что был озабочен тем, что удаление потенциально может повлиять на остальную часть игры и отложить её выход. Уилденборг делает модификацию «Hot Coffee» и выкладывает её в YouTube, вызывая возмущение. В итоге ESRB изменяет рейтинг игры на «AO» (Только для взрослых), в результате большинство основных предприятий розничной торговли в Соединённых Штатах убирает игру со своих полок. Видя это, Томпсон решает перезапустить свою кампанию против «Rockstar», организовывая акцию протеста перед зданием их штаб-квартиры в Нью-Йорке. Вскоре он вызван на встречу с тогдашним сенатором Хиллари Клинтон, которая также хочет изменить закон о продаже насильственных видеоигр несовершеннолетним.
Хаузер вынужден свидетельствовать перед Федеральной торговой комиссией (FTC), чтобы объяснить, как эта модификация попала на окончательный вариант игры, в то же время Томпсон предстал на дисциплинарном слушании перед флоридской ассоциацией адвокатов относительно своих предыдущих действий. В конечном счёте, «Rockstar» улаживает своё дело, а Томпсона лишают адвокатской лицензии. Однако, помощь, которую он оказал сенатору Клинтон, позволяет ей вместе с сенаторами Джо Либерманом и Эваном Бэйем написать Закон о продаже видеоигр несовершеннолетним, который предусматривает федеральное исполнение рейтингов ESRB для видеоигр. Тем не менее, этот законопроект так и не стал законом, он был передан в Сенатский комитет по торговле, науке и транспорту, а его срок истёк после 109-й сессии Конгресса США и был оставлен без дальнейших действий.

## В ролях
- Дэниел Рэдклифф — Сэм Хаузер, сооснователь и президент Rockstar Games
- Билл Пэкстон — Джек Томпсон
- Джо Демпси — Джейми Кинг, вице-президент по развитию Rockstar Games
- Алекс МакГрегор — Бриджет
- Шеннон Эсра — Джен Колбе, руководитель отдела публикаций Rockstar Games
- Марк Уэйнман — Терри Донован, вице-президент по маркетингу Rockstar Games
- Иэн Кейр Эттард — Дэн Хаузер, креативный вице-президент Rockstar Games
- Джеймс Александер — Tom Masters
- Ник Борейн — Дуг Ловенштейн, президент Entertainment Software Association
- Фиона Рэмзи — Патрисия Томпсон
- Инге Бекманн — Мишель Джериликос, член адвокатской фирмы Blank Rome
- Джэрион Даудс — Джонни Томпсон
- Николь Шеруин — судья Дава Тунис
- Ди Дэвид Морин — судья Мур
- Гарт Брейтенбах — офицер полиции Арнольд Стрикленд
- Дженна Довер — Пет Венс
- Табо Раметси — Девон Мур
- Гидеон Ломбард — Патрик Уилденборг
- Абена Айивор — Лайла
- Торстен Уэдекинд — Стив Стрикленд
- Кристиаан Шоомби — Джей-Пи
- Стивен Дженнингс — подполковник Дейв Гроссман
- Дин Фурье — Рэй Рейсер
- Ричард Септембер — DJ Dog
- Дэвид Батлер — доктор Джон Мюррэй
- Ян Нитлинг — диспетчер полиции Эйс Милер
- Нкангисанг Мадуо — капрал полиции Джеймс Крамп
- Бриджет Торп — миссис Уилденборг

## Последствия фильма
В мае 2015 г. «Rockstar» подала иск против BBC за нарушение товарного знака, заявив, что они не имели никакого отношения к созданию фильма и безуспешно пытались связаться с BBC, чтобы решить этот вопрос.

## Отзывы
IGN присвоил фильму рейтинг 4,5/10, сказав, что история GTA является отличной идеей для фильма, но «Переломному моменту» не удалось полноценно раскрыть эту историю. Бенджи Уилсон из The Telegraph присвоил фильму 4/5 звезды и заявил, что «Рэдклифф великолепен» и особенно похвалил сцены съёмки Алабамы.